# Kamienica Pod Złotą Kotwicą na pl. Solnym we Wrocławiu
Kamienica Pod Złotą Kotwicą przy pl. Solnym 8 – zabytkowa kamienica znajdująca się w zachodniej pierzei Placu Solnego we Wrocławiu.

## Historia i architektura kamienicy

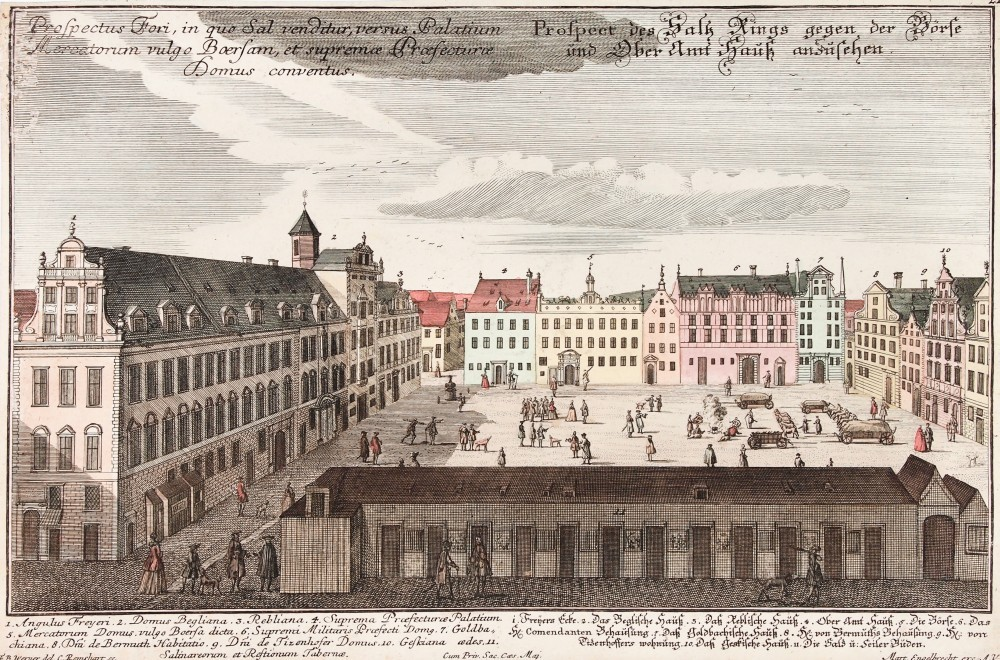
Plac Solny z widoczna kamienicą nr (po prawej) oznaczoną cyfrą 10.
Rycina Carla Remsharta (1678–1735), rys. Friedrich Bernhard Werner, Augsburg 1736

Kamienica ma średniowieczny rodowód i była modernizowana w pierwszej tercji XVIII wieku (Czechowicz podaje datę ok. 1700). Nadano jej wówczas barokowe formy. Była to trzykondygnacyjna kamienica, 5-osiowa (na drugiej i trzeciej kondygnacji) z dwukondygnacyjnym i dwuosiowym szczytem otoczonym wolutowymi spływami. U góry znajdował się szczyt w formie aediculi z trójkątnym tympanonem wspartym na dwóch toskańskich pilastrach. W osi elewacji znajduje się portal wejściowy, a po obu jego stronach prostokątne okna wystawowe. 
W drugiej połowie XIX wieku kamienica została przebudowana a fasadzie nadano formy klasycystyczne. Zlikwidowano szczyt w jego miejsce dobudowano kolejną kondygnację pokrytą spłaszczonym dachem kalenicowym. W części parterowej, pod koniec lat 70. XIX wieku umieszczono witrynę z oknami międzypiętra, tzw. witrynę szafkową wypełniającą całą szerokość kondygnacji. Witryna składała się z duch dużych okien wystawowych i dwoje nieco cofniętych drzwi prowadzących do sklepu i do budynku. Nad oknami i drzwiami znajdowały się okna doświetlające. Pomiędzy oknami i drzwiami umieszczono pionowe, wysmukłe kanelowane pilastry o klasycznych kapitelach. Podtrzymywały one ramę umieszczoną nad oknami doświetlającymi na której po obu stronach znajdował się numer budynku. Pod koniec XIX wieku w budynku znajdował się sklep niemieckiego kupca żydowskiego pochodzenia Marcusa Kantera, Galanterie oraz Kurz und Spielwaren-Lager.

## Po 1945 roku
Podczas działań wojennych budynek uległ zniszczeniu. Został odbudowany wraz z pozostałymi kamienicami z zachodniej pierzei w latach 1955–1958. Autorem projektu był Emil Kaliski, a następnie Karol Ferdynand Skomorowski. Podstawą odbudowy kamienicy nr 8, jak i kamienic nr 7 i 6 były ikonograficzne materiały pochodzące z połowy XVIII wieku oraz inne materiały historyczne, które nadały renesansowy charakter dwóch skrajnych kamienic w pierzei zachodniej. Odtworzenie większej liczby kamienic, niż w rzeczywistości znajdowało się przed 1945 rokiem, skomplikowało numerację budynków.